# استئصال العصب أمام العجز
اسْتِئْصالُ العَصَبِ أَمامَ العَجُز أحد الاجراءات المُستخدمة لعلاج آلام الحوض المزمنة وعسر الطمث. استئصال العصب أمام العجز بالمنظار هو تدخل جراحي أولي لألآم الحوض المزمنة عندما يفشل العلاج الطبي.

## الآلية
تمر المسارات الحسية من أحشاء الحوض خلال الضفيرة الخثلية العلوية والضفيرة الخثلية السفلية إلى الأعمدة الشوكية. ينتج عن استئصال جذع العصب أمام العجز انسداد مسار الألم من الضفيرة الخثلية إلى الحبل الشوكي. يؤدي استئصال العصب أمام العجز إلى فقدان تعصيب الرحم وبعض الإحساس بالمثانة.

## فعالية الاجراء
يتم إجراء استئصال العصب امام العجز للمرضى الذين فشل العلاج الطبي في تخفيف الآلام المزمنة لديهم. يُعتبرالإجراء فعّال بنسبة حوالي 75-80٪. ويعاني أقل من 1% من جميع المرضى من مضاعفات كبيرة بعد الجراحة.